# Sulzheim
Sulzheim là một đô thị tại huyện Schweinfurt bang Bayern, Đức.